# Zapopan
Zapopan é um município do estado de Jalisco, no México.
é uma cidade e um dos 125 municípios que formam o estado de Jalisco, no México. Fez parte da Província de Nueva Galicia, no Reino de Nueva Galicia entre sua fundação e 1786, e do Município de Guadalajara de 1786 a 1821.3 Está localizada na região centro do estado, na macrorregião de Bajío Occidente ou Centro Occidente do México 4 5 6 7 8 9 Faz parte da Aliança Bajío-Occidente.
A população do município, segundo dados do INEGI em 2017, é de 1.371.300 habitantes, sendo o oitavo município mais populoso do México e o segundo mais populoso do estado de Jalisco, 11 superado apenas pelo município de Guadalajara (capital do estado) com a qual, além de outros oito municípios, faz parte da região metropolitana de Guadalajara, a segunda mais populosa e extensa do país. No município existem várias localidades de relativa importância, como: Novo México e Tesistán, além da sede municipal homônima.
Zapopan é o município com maior PIB per capita e IDH de Jalisco, bem como um dos 5 municípios com maior IDH e renda per capita do México
 

## História

### Período pré-hispânico
A existência de uma vila pré-hispânica denominada  Tzapopan  localizada na atual sede municipal é bastante contestada por diversos historiadores, uma vez que a cidade nunca foi mencionada em documentos da época, ao contrário de outras cidades do hoje município e de municípios vizinhos a isso, como: Atemajac ou Atemaxaque, Ixcatán, Tesistán, Zoquipan, San Esteban, Copala, Huentitán, Ocotán, Tónala, San Sebastián de Analco, Santa Ana Atista, Juanacatlán, Tala, San Gaspar, etc. O que lança dúvidas sobre a existência de "Tzapopan".
No entanto, para alguns especialistas; A história de Zapopan começou durante os anos 1160 a 1325, quando um grande número de zapotecas, nahuas e maias, chegaram ao atual território de Zapopan perto do atual riacho Profundo, esses grupos vieram do sul em busca de um assentamento. Os habitantes, ao longo dos anos, foram se misturando com outras tribos, como os astecas que foram para o Vale do México; entretanto, os tecuexes foram os que dominaram o terreno ao longo do tempo. Tzapopan foi fundada pelos astecas e tecuexes, desde o seu início foi uma cidade muito religiosa que possuía santuários e santuários ao deus sol, mas principalmente o culto desta cidade era em direção ao deus Teopiltzintli. A alimentação dos moradores era baseada em milho, feijão e frutas, além de se dedicarem à caça e à pesca.
Tzapopan era uma cidade com grande população; Apesar disso, as constantes guerras com outras tribos nômades causaram um declínio na cidade até vê-la convertida em um povoado de muito pouca importância, submetido ao domínio de Atemejac que dependia do Hueytlatoanazgo de Tonalá, tornando-o um povoado insignificante e de pouca importância para a chegada dos espanhóis. 

### Conquista
A conquista da cidade de  Tzapopan  começou por volta do ano 1530, ano em que Nuño de Guzmán conquistou o Reino de Tonalá (ao qual "Tzapopan" pertencia), embora possivelmente naquela época a cidade fosse insignificante ou mesmo despovoado. Finalmente, com a vitória dos conquistadores na Guerra de Miztón em 1541 a região foi conquistada, e com a licença do então vice-rei Francisco de Bobadilla, encomendero de Tlaltenango, que removeu o Índios necessários para repovoar Tzapopan, a fim de ter seu povo próximo para servi-lo e ajudar na fundação de Guadalajara, a tarefa de repovoamento e refundação estava nas mãos de Frei Antonio de Segovia que, junto com Frei Ángel de Valencia, entregou o 8 de dezembro de 1541 como patrono da imagem da Conceição de Tzapopan. Esta imagem acompanhou o Padre Segovia durante dez anos em suas idas e vindas com o desejo de cristianizar Zacatecas e outros lugares. É a esta imagem, segundo alguns historiadores, que se atribui o êxito do repovoamento e a consequente calma por parte dos índios. A construção da atual basílica foi iniciada em 1690 por Juan de Santiago de León Garabito.
Na historiografia sobre a origem de Zapopan aparece um personagem lendário e talvez fictício chamado Nicolás de Bobadilla, um senhor encomendero que algumas fontes apontam como ele que, com índios da região de Xalostotitlán, chegou a Zapopan por volta de 1541 ou 1543, segundo a fonte que ser consultado. No entanto, ao contrário do que se poderia esperar de uma cultura jurídica documental como a espanhola, não há evidências confiáveis de que qualquer pessoa com esse nome tenha sido beneficiada por qualquer bolsa indiana; se de fato existiu, os testemunhos de sua passagem por essas terras simplesmente se perderam no mar da burocracia de Sevilha, Cádiz ou Madri.
Por outro lado, para que ocorresse um repovoamento, a população deveria ser previamente abandonada; Mas, como se estabelece nas diferentes crônicas, os povos da margem oriental do rio San Juan de Dios não se insubordinaram, aliás, menciona-se, por exemplo, que índios de Atemajac participaram do sítio dos insurgentes em Mixtón, em ordens do vice-rei de Mendoza, ou seja, nenhuma das cidades mencionadas por Mata Torres, foi arrasada durante a guerra, portanto também não foram repovoadas, em qualquer caso foram encaminhadas para um encomendero, segundo as formas de dominação indicadas pela coroa Espanhol.
A chave da fundação de Zapopan está ligada à imagem da Virgem. Os espanhóis, desde a época da conquista de Tenochtitlán, ordenaram que as imagens de seus deuses fossem substituídas nos santuários dos indígenas por imagens da Virgem; tal como aconteceu em todos os santuários do centro do país, em Michoacán e durante a conquista do norte e do noroeste. Embora a lenda se lembre da Virgem de Zapopan como "uma pacificadora nas guerras contra os indígenas, Zapopan, um povo indígena, era a sede de seu santuário mais famoso em todo o Ocidente" <ref name = more> Moreno, H. (1995). Pérola de Jalisco

## Geografia

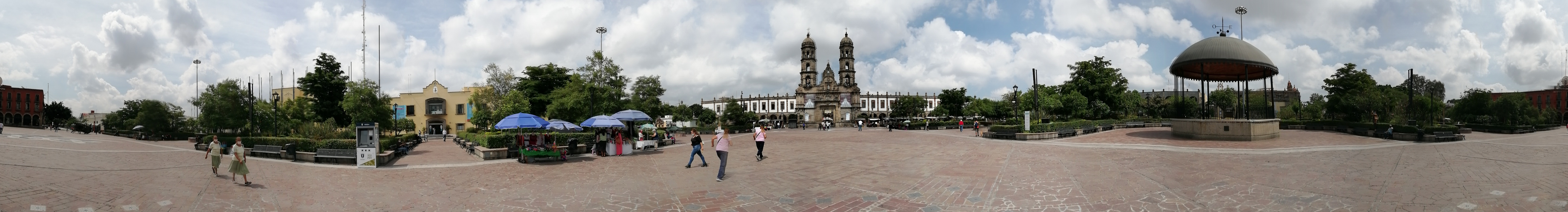
Plaza Juan Pablo ii.

Zapopan está localizado na parte central do estado de Jalisco, suas coordenadas extremas são 20 ° 25'30 "a 20 ° 57'00" latitude norte, e 103 ° 19'30 "a 103 ° 39'20 "de longitude oeste. Limita ao norte com o município de San Cristóbal de la Barranca; ao leste com os municípios de Ixtlahuacán del Río e Guadalajara; ao sul com os municípios de Guadalajara,  San Pedro Tlaquepaque e Tlajomulco de Zúñiga; e a oeste com os municípios de Tala,  El Arenal, Amatitán e Tequila. Sua área total é de 893,15 km², o que representa 1.119% da área total do estado de Jalisco, o município tem altitude média de 1.548 metros acima do nível do mar.

### Hidrografia
Zapopan está localizado na encosta do Pacífico, então suas correntes de água são curtas e rápidas. As correntes e corpos d'água estão agrupados em duas regiões: Lerma-Santiago e Ameca. A primeira região possui duas bacias: Laguna de Chapala e Rio Santiago-Guadalajara. A segunda região, com uma, a Represa La Vega-Cocula. Além disso, cada bacia é dividida em sub-bacias: Lago San Marcos, Rio Corona-Río Verde, Rio Verde-Presa Santa Rosa e Rio Salado. Destes, a subárea Rio Verde-Presa Santa Rosa abrange a maior parte do município, com 81,8% da área total e está localizada no norte e centro do território. Nesta subquenca está localizada a maioria dos córregos de água e todas as barragens do município, como o rio Santiago, os córregos San Antonio, Blanco, La Soledad, Água Zarca, Grande, etc., e as barragens Copalita, San José, Las Peñitas e Tortugas.
A subágada do Rio Salado é a segunda maior do município, localizada a sudoeste. O principal corpo d'água é o Rio Salgado, representando cerca de 9% da área municipal. Por outro lado, as sub-bacias Rio Corona-Rio Verde e Lagos San Marcos respondem por 8,7% e 0,5% da área do município, respectivamente.16
Da mesma forma, em todo o município você pode encontrar um monte de armazenamentos e poços de água.

## Turismo
O turismo em Zapopan é uma importante atividade econômica para o desenvolvimento da cidade, pois possui diversos atrativos históricos, religiosos e modernos, com uma grande variedade de hotéis, restaurantes e shopping centers. Durante 2007, o município teve um percentual de trepadeiras para sua ocupação hoteleira de 58,6% e em 2008 atingiu um percentual superior com 62,4%. O derramamento econômico gerado no município em 2008 foi estimado em 689 milhões 359 mil 250 pesos, estima-se também que outros 345 milhões de pesos foram obtidos por outros serviços turísticos do município

### Basílica de Zapopan
Uma das principais atrações turísticas do centro histórico é a Basílica de Zapopan, um santuário franciscano de estilo barroco concluído em 1892, que abriga a Virgem de Zapopan. Todo dia 12 de outubro acontece a chamada Romería, peregrinação durante a qual a escultura da Virgem é transportada da Catedral de Guadalajara até a Basílica. Nesta procissão se reúnem dançarinos, vendedores de comida e artesanato tradicional e milhares de espectadores. A imagem pára periodicamente ao longo do caminho para receber uma homenagem dos muitos grupos de dança pré-hispânica e mariachis. Assim que o contingente chega à Basílica, as comemorações continuam e terminam com fogos de artifício à noite.

### Freguesia de San Pedro Apóstol
Além da Basílica de Zapopan, aonde os fiéis chegam ano após ano para acompanhar a volta da Virgem que é considerada sua casa, existe outro templo que, por suas características, arquitetura e história, poderia ser considerado mais uma das joias daquele. município, a bela Freguesia de San Pedro Apóstol. Foi erguido no ano de 1600 por Dom Alfonso de la Mora y Escobar, como resultado da necessidade de dar atenção espiritual à população. Inicialmente, a administração ficava no município de Atemajac del Valle, algum tempo depois foi para Zapopan no que se chamava Santuário e Paróquia de Nossa Senhora da Esperança e não foi até 8 de maio de 1819, quando o atual Paróquia de San Pedro Apóstol, pelo Bispo de Guadalajara Juan Ruíz de Cabañas ao Señor Cura Juan Cayetano Portugal. San Pedro Apóstol é o patrono deste templo desde 1878, ano em que D. Pedro Loza informou ao padre Manuel Portillo, que a sua resolução incluía também Nossa Senhora das Dolores e Nossa Senhora da Expectativa ou Zapopan, para acompanhar para o patrono da igreja. A freguesia de São Pedro Apóstol foi construída por Frei Francisco Antonio Assa. No início, foram construídos apenas o canhão da igreja, de 38 varas de comprimento e 10 de largura, e uma pequena sacristia. Em 1853 teve início a construção da freguesia. Em 1876 teve início a reconstrução da igreja e foram construídas três abóbadas. Em 1877, o trabalho foi concluído e um hospital, uma casa de exercícios e uma escola dominical foram construídos. A igreja foi remodelada em 1912 e em 1950 foram removidos a sede da freguesia e parte do antigo edifício virado a poente, para aí se construir a presidência municipal. Em 1954, o templo e o altar-mor foram totalmente remodelados; Como toque final, as imagens de La Purísima, San Pedro e San Pablo, esculpidas em pedreira, foram colocadas no frontispício.

### Outros sites de interesse
No Paseo Teopiltzintli, anteriormente a principal rua da cidade, está o Arco de Entrada para Zapopan, construído pelos fundadores espanhóis da cidade. É feito de pedreira e tem vinte metros de altura. O arco é decorado com esculturas e tops com jarros grandes e uma águia. O Paseo leva à Plaza de las Americas, depois de passar pela Praça Cívica.
A Praça das Américas-Juan Pablo II está localizada em frente à Basílica de Zapopan e seu pavimento é feito de pedreira rosa. Possui um quiosque de metal (antes feito de pedreira) e quatro grandes fontes. Há também duas grandes esculturas de bronze representando o deus e a deusa do milho, feitas por Juan Mendez.O principal corredor de pedestres da cidade é o Walker 20 de novembro, assentamento de bares, galerias e restaurantes. Todos os sábados, artistas e antiguidades exibem mercadorias à venda.O Centro Municipal de Cultura, construído em 1979, organiza exposições de artes plásticas, além de eventos de teatro e dança. Ao lado fica a Praça da Arte, que é decorada com arcos e colunas de pedreiras e três esculturas permanentes. O principal mural do edifício é intitulado "A História da Vila e a Revolução Mexicana", pintado em 1980 por Ricardo Peña. Há também 23 outros murais feitos por estudantes de arte nos últimos anos.

#### Vila Thesistan
Tem os lugares mais atraentes como "a feira do elote" que vem atraindo turistas que todos têm, outro tipo de atração do templo do Thesistan de São Francisco. Thesistan de São Francisco

#### Vila Copala (Zapopan)
A vila é pequena e é de Zapopan Jalisco, mas não é turístico é negociar mercado de milho Pueblo de Copala(Zapopan)

#### Área Metropolitana
Zapopan tem um número significativo de shopping centers e locais de entretenimento.

#### Sites de interesse
Museu de Arte Zapopan ou MAZ, localizado no centro da cidade. Possui um fórum multidisciplinar e três salas de exposição onde transmite música, dança, teatro e mídia audiovisual.
Trompo Mágico, localizado entre Santa Margarita e Paseo Valle Real, é um museu interativo projetado para toda a família, possui tecnologia de ponta, exposições, exposições e atividades intermináveis.
Auditório Telmex; É um espaço de show. Faz parte do projeto cultural mais ambicioso e transcendente da Universidade de Guadalajara. O auditório é o primeiro prédio a ganhar vida para promover o desenvolvimento do Centro Cultural Universitário. Sua primeira pedra foi instalada em 22 de julho de 2003 e a inauguração ocorreu em 1º de setembro de 2007, com cerimônia alterada por Plácido Domingo.
O vigia; colônia que tem mercado marítimo nas proximidades de negócios.
San isidro labrador; colônia de área maicera sagrada da colônia muito popular da área zapopan
Os Eagles (colônia); Colônia Águia
Templo de São Pedro, o Apóstolo; templo no centro da área zapopan
Novo México (Zapopan); Colônia Zapopan
Nextipac; População em Nextipac
Há 1984 homens e 2024 mulheres na aldeia. A proporção feminino/masculino é de 1.020, e a taxa de fecundidade é de 2,58 crianças por mulher. Do total populacional, 7,93% vêm de fora do estado de Jalisco. 3,32% da população é analfabeta (3,23% dos homens e 3,41% das mulheres). A nota de escolaridade é de 7,69 (7,78 em homens e 7,61 em mulheres

### Shoppings
Anexo: Shoppings Jalisco.
Entre os principais centros comerciais da cidade estão:
Plaza Andares Comercio&Vida: é o shopping mais moderno da Região Metropolitana de Guadalajara, reunindo os mais exclusivos em marcas, estilo de vida, gastronomia e entretenimento. Está localizado na área de Puerta de Hierro, na Esquina da Av. Patria com a Av. Aqueducto. Suas lojas âncoras são: Liverpool, The Iron Palace, Best Buy e Vip Cinépolis.
Plaza del Sol: Foi o primeiro grande shopping center na Zona Metropolitana de Guadalajara. Está localizado um monte de lojas e restaurantes. Suas lojas âncoras são: Fábricas de France, Café Sanborns, Soriana Híper, C&A, Vips e Suburbia, El Hotel Vista Plaza del Sol.
Galerias 360: o maior e segundo shopping center mais moderno da cidade, conta com lojas exclusivas, restaurantes, cinemas, etc. Suas principais lojas são Liverpool, Sanborns, Sears, C&A e Cinépolis. Também inclui Walmart, Sam's Club, Suburbia, Vips e The Gate.
O Gran Plaza: está localizado bem nos limites entre os municípios de Zapopan e Guadalajara, foi reformado em 2006 e até hoje é um dos shopping centers mais movimentados da região metropolitana. Abriga fábricas na França, Sanborns, Sears, C&A e Cinépolis. No local que ele ocupava havia um drive-in.
Plaza Ciudadela Lifestyle Center localizado na Av. Patria em seu cruzamento com a Av. Moctezuma. É um shopping center ao ar livre, cujas principais lojas são Walmart, Best Buy e Cinépolis.
Plaza Patria Shopping Center: inaugurado em dezembro de 1974, está localizado na Av. Patria entre a Av. Américas e a Av. Manuel Avila Camacho. Suas lojas âncoras são Soriana Hiper, Suburbia e Fábricas da França.
Gran Terraza Belenes: um shopping center recém-inaugurado que conta com 76 instalações, terraços e lojas como Soriana Híper, Office Depot Departmental Supplier, além de oito cinemas da rede Cinépolis. Está localizado na Av. Laureles e Periférico Norte
Gran Patio Patria: Localizado ao lado do Plaza Andares, cujos âncoras são Walmart, Sam's Club e Vips, bem como The Home Store e Starbucks Coffee
Além disso, este município possui Centros Comunitários e Centros de Energia como:
Praça Universitária (Soriana Super)
Pátio La Cima (Walmart)
Plaza Cordilleras (Soriana Hiper, Office Depot, Cinemex e The Home Depot)
Plaza San Isidro (Soriana Hiper, Famsa e Office Max)
Praça Bugambilias (Soriana Hiper)
Praça Panorâmica Bugambilias (Superama)
Plaza Las Fuentes (Comercial Mexicano)
Point San Isidro (Superama)
Praça Santa Margarita (Bodega Aurrerá)
Plaza Aviación (Mercado Soriana e Coppel)
Praça Tepeyac (Soriana Hiper e Toks)
Praça Las Aguilas
Plaza Guadalupe (Soriana Super)
Praça Sul (Soriana Super)
Plaza Acueducto (Selecto Chedraui, Home Depot e Cinemex)
Praça Belenes Terrace (Cinépolis, Soriana)
Galerias Plaza
Plaza Real Center (Cinépolis, SAMS Club)

## Urbanismo
Avenidas
- Juan Gil Presiado norte e sul
- louros
- Fidalgo
- Aqueduto
- Santa Margarita
- Aviação
- Base aérea militar
- Alta vista
- Valdepeñas
- Da Mancha
- Do servidor público
- General Ramón Corona

Blvd
- Os charros
- o rodeio
- Do Spur

Estradas
- velha estrada para o tesistão
- tesistan
- Colotlan

Extensões.
Pino Suares

### Colônias (bairros)
- Hacienda Guadalupe
- Jardins do Auditório
- Green Seattle
- O vigia
- EXITMEX.
- Haciendas de Zapopan.
- Jardins de São Gonçalo.
- Os professores .
- Luis Donaldo Colosio.
- Residencial Militar.

## Cidades-irmãs
- Antigua Guatemala, Guatemala.
- Atengo, México.
- Bahía de Banderas, México.
- Cartago, Costa Rica.
- Częstochowa, Polônia.
- Columbus, Estados Unidos
- El Grullo, México.
- Grand Rapids, Estados Unidos
- Qiryat Bialik, Israel.
- Marianao, Cuba.
- Rosemead, Estados Unidos
- Saginaw, Estados Unidos
- San Pedro Sula, Honduras.
- Veracruz, México.
- Zapotlán el Grande, México.
- Changwon, Coreia do Sul